# Owińska

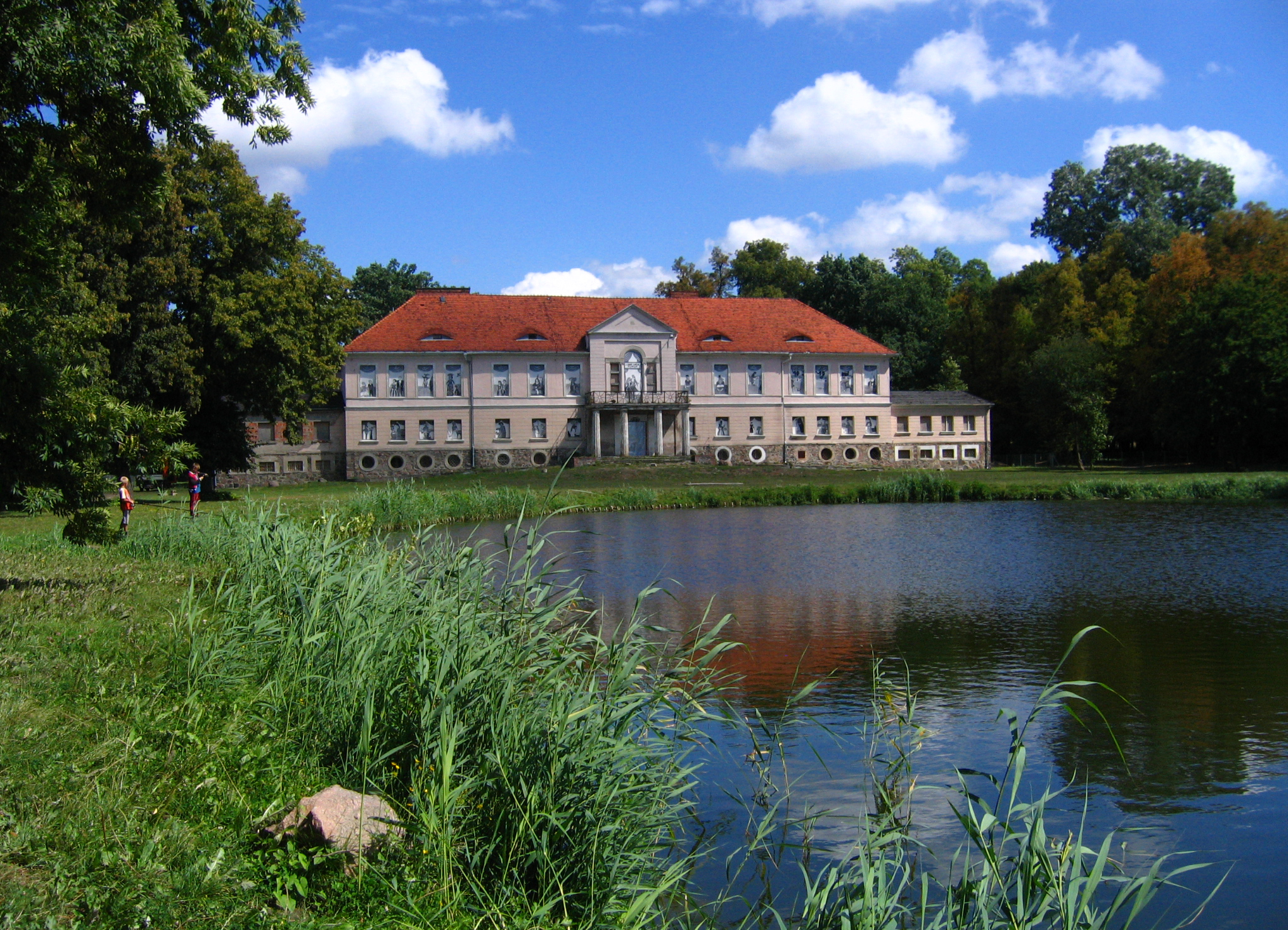
Schloss Owinsk, 2008

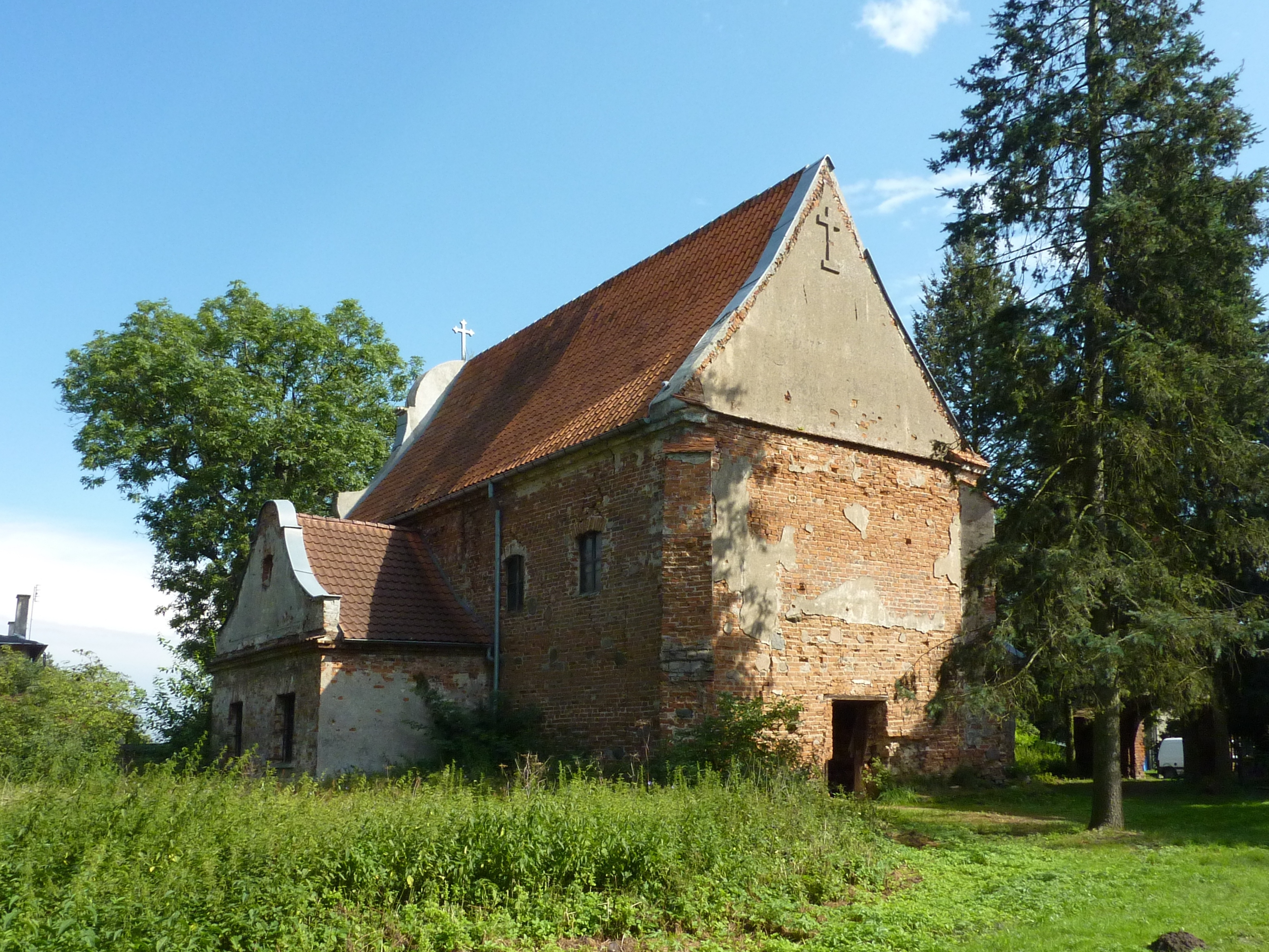
Friedhofskirche St. Nikolaus

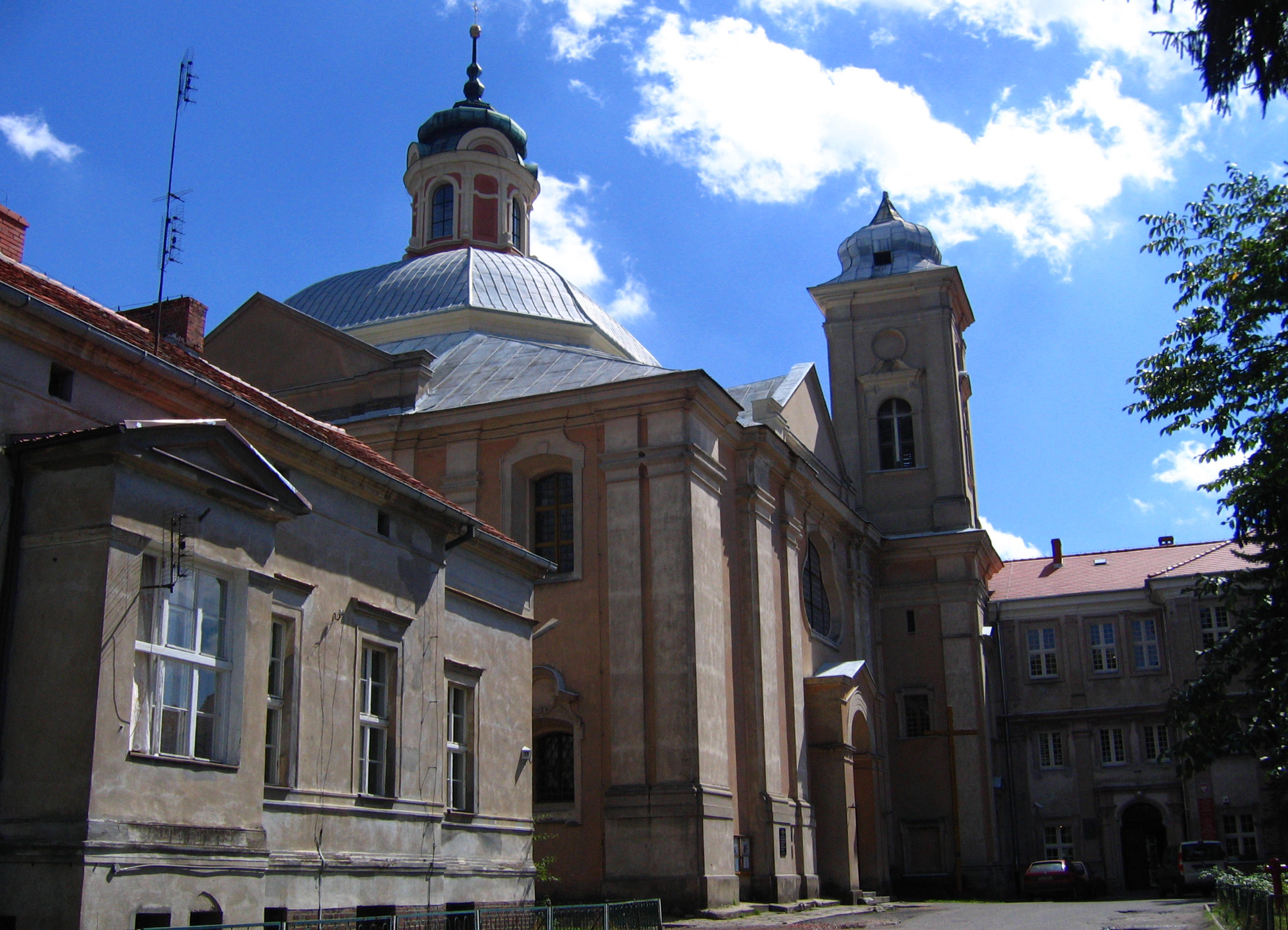
Klosterkirche St. Johannes der Täufer

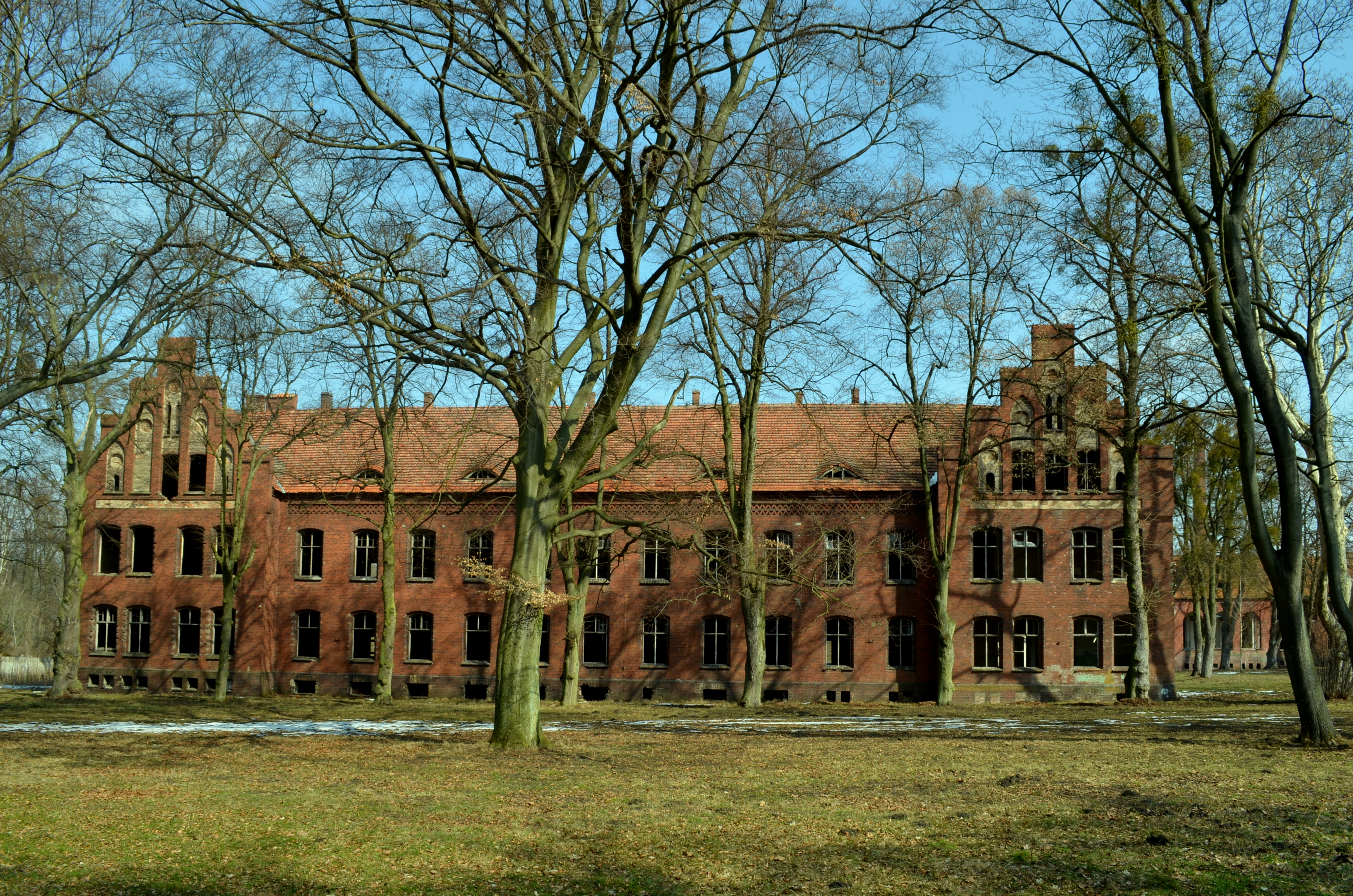
Spital Owińska

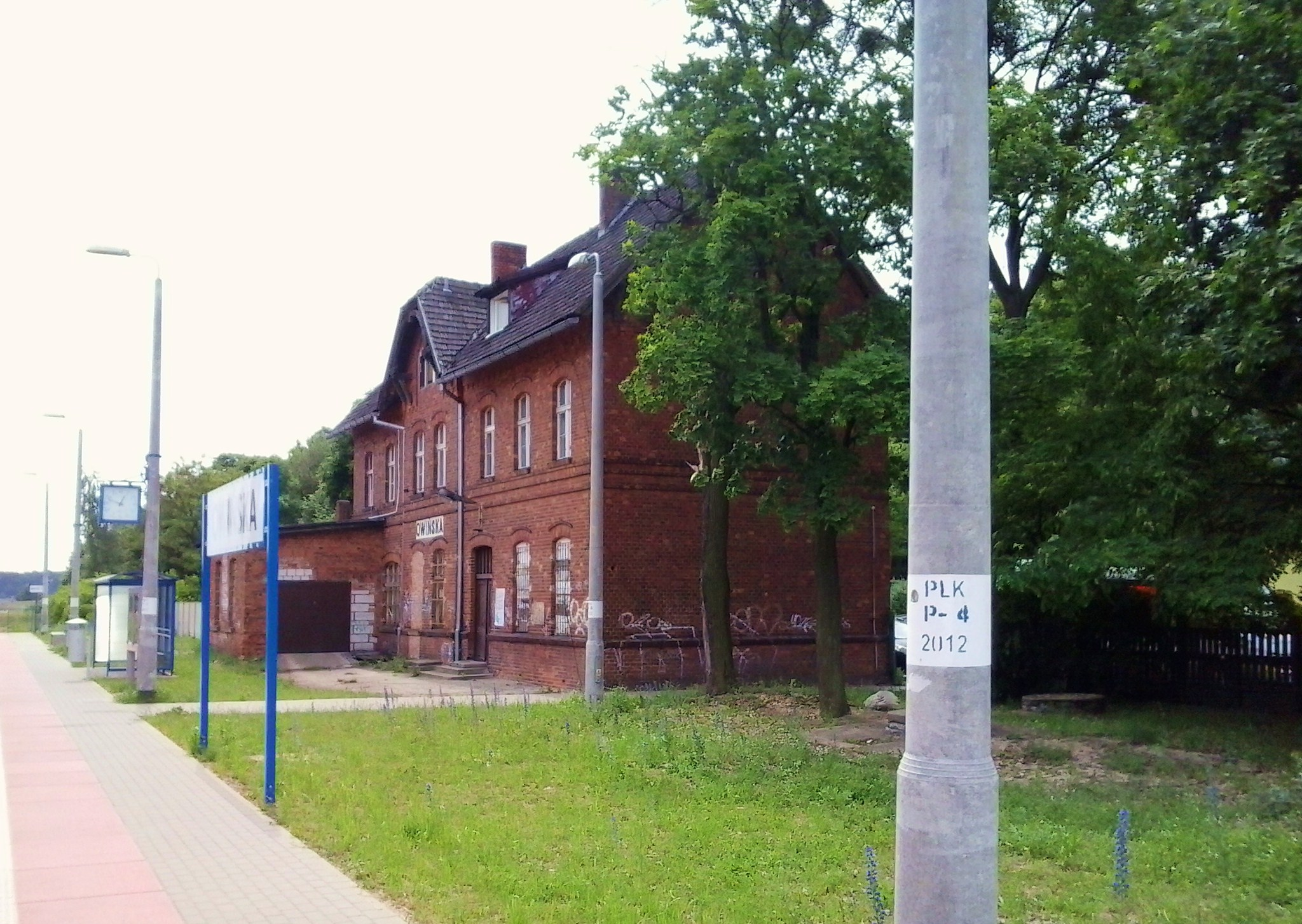
Bahnhof Owińska

Owińska (deutsch Owinsk, von 1943 bis 1945 Treskau) ist ein Dorf  in der Woiwodschaft Großpolen. Es liegt nur wenige Kilometer nördlich der Messe- und Handelsstadt Poznań (Posen). Owińska gehört zur Gemeinde Czerwonak im Landkreis Poznański und hat 2251 Einwohner.

## Geschichte
Das Zisterzienserkloster Owińska wurde zwischen 1242 und 1252 errichtet (im 18. Jahrhundert wurde es völlig umgestaltet, zum Kloster gehört die Kirche Johannes der Täufer). 1294 wurde der Ort als Ovensko erwähnt.
Mit der zweiten polnischen Teilung fiel Owińska 1793 an Preußen. Die 12.000 Hektar große Herrschaft Owinsk mit den zugehörigen Ortschaften wurde von dem vermögenden Kaufmann und Kanonikus Sigmund Otto Joseph von Treskow 1797 erworben und durch die Nachfahren derer von Treskow über mehrere Generationen betrieben.
In den vormaligen Klostergebäuden entstand 1838 die Provinzial-Irren-Heilanstalt zu Owinsk.
1905 wurde die Bahnstrecke eröffnet. Nach dem Ersten Weltkrieg kam der Ort aufgrund des Versailler Vertrages an Polen.
Im Herbst 1939 wurden unter deutscher Besatzung NS-Krankenmorde an 1100 Patienten der Klinik begangen. Danach nutzte die SS die Gebäude der Anstalt. In ihr wurde die SS Unterführerschule Posen-Treskau eingerichtet. Nachdem durch die Luftangriffe auf Braunschweig 1944 die im Braunschweiger Schloss untergebrachte SS-Junkerschule abgebrannt war, wurde der Schulbetrieb in das Schloss Treskau (heute Schloss Owińska) verlegt. Die Bezeichnung der Schule lautete SS-Junkerschule Posen-Treskau. Vom 30. August 1943 bis 20. Januar 1945 bestand zudem am Ort ein Außenlager des KZ Groß-Rosen.
Seit 1993 stehen die Klinikgebäude leer und verfallen. Für das Schloss wird eine Nutzung entwickelt.

## Sehenswürdigkeiten
- Kirche Johannes der Täufer, Klosterkirche
- Das Schloss Owińska im klassizistischen Stil wurde etwa einen halben Kilometer nordöstlich des Klosterkomplexes zwischen 1804 und 1806 erbaut.
- Die Friedhofskirche St. Nikolaus (Kościół św. Mikołaja) wurde 1574 im Renaissancestil erbaut und war bis 1835 auch Pfarrkirche.

## Infrastruktur
Der frühere Bahnhof Owińska ist ein Haltepunkt an der Bahnstrecke Poznań–Bydgoszcz.

## Persönlichkeiten
- Heinrich von Treskow (1840–1927), preußischer Generalleutnant